# Concerto per violino in mi maggiore (Bach)
Il Concerto per violino, archi e basso continuo in mi maggiore (BWV 1042) è stato composto da Johann Sebastian Bach, in data incerta non dopo il 1730.

## Struttura
Il concerto si articola in tre movimenti:
1. Allegro
2. Adagio
3. Allegro assai

Il primo movimento è ritornellato ed ha una struttura simile ad un'aria col da capo, il secondo movimento fa uso di un basso ostinato, mentre il movimento finale ha la struttura di un rondò.

## Trascrizioni
Il concerto per clavicembalo in re maggiore BWV 1054 è una trascrizione realizzata dallo stesso Bach di questo concerto.